# Бистрица (Благоевградска)
Вижте пояснителната страница за други значения на Бистрица.
Бистрица (или Благоевградска Бистрица, старо име Горноджумайска Бистрица) е река в Югозападна България, област Благоевград, община Благоевград, ляв приток на река Струма. Дължината ѝ е 41 km. Отводнява големи части от Югозападния дял на планината Рила.

## География
Реката извира на 2546 m н.в., на 300 m югоизточно от Голям Мечи връх (2617 m) в Югозападна Рила. Отначало до хижа „Македония“ тече на юг, а след това – на запад през резервата „Парангалица“ като буен планински поток сред дълбока долина, с вековни иглолистни гори.
След като приеме отляво пълноводни притоци, идващи от резервата, вече уголемена, реката тече на запад в дълбока и стръмносклонеста долина. Реката завива на югозапад след село Бистрица, където склоновета на долината ѝ са силно ерозирани. След това образува голям наносен конус, върху който е разположен Благоевград, и се влива отляво в река Струма, на 321 m н.в., в квартал Струмско на града.

Площта на водосборния басейн на реката е 234 km2, което представлява 1,35 % от водосборния басейн на река Струма. Най-големият приток е Славова река. Основни притоци (→ = ляв приток, ← = десен приток):
- → Парангалица
- → Хайдушка река
- ← Злото дере
- → Кривия улук
- ← Карталско дере
- ← Комитско дере
- → Калището
- → Славова река
- ← Предимер
- ← Ковачица
- ← Ръждавица
- → Мишовец
- → Хърсовска река
- ← Шейтански Андек

Река Бистрица е с преобладаващо снежно-дъждовно подхранване с късно пролетно пълноводие (май-юни) и зимно маловодие (февруари). Среден годишен отток в устието – 3,17 m3/s, при село Бистрица – 2,96 m3/s.
По течението на реката в община Благоевград са разположени само 2 населени места: село Бистрица и град Благоевград. В долното течение на реката, част от водите се използват за напояване. В реката има голямо разнообразие на рибни видове – балканска пъстърва, мряна, речен кефал.

## Топографска карта
- Лист от карта K-34-71. Мащаб: 1 : 100 000.
- Лист от карта K-34-83. Мащаб: 1 : 100 000.